# Carlo Maria Sacripante
Carlo Maria Sacripante (Roma, 11 de setembro de 1689 - Narni, 4 de novembro de 1758) foi um cardeal do século XVIII

## Biografia
Nasceu em Roma em 11 de setembro de 1689. De uma família nobre e patrícia originária de Narni. O mais velho dos dez filhos de Filippo Sacripante, advogado consistorial, e Vincenza Maria Vituzzi, de Narni. Sobrinho do cardeal Giuseppe Sacripante (1695). Seu sobrenome também está listado como Sacripanti; e como Sagripanti.
Coadjutor de seu pai como advogado consistorial. Em 1714, após a morte de seu pai em abril daquele ano, tornou-se advogado fiscal da Igreja Romana. Foi declarado advogado do povo romano em 1718. Referendário dos Tribunais da Assinatura Apostólica de Justiça e da Graça, 1718. Eleitor do Tribunal da Assinatura Apostólica de Justiça, outubro de 1718. Clérigo da Câmara Apostólica fevereiro de 1721; como tal, foi presidente delle Carceri ; e mais tarde, em 1725, governador de Cesi. Presidente delle Ripe, dezembro de 1729. Eleito pelo Sacro Colégio dos Cardeais em fevereiro de 1730, durante a sé vacante, pró-tesoureiro geral da Câmara Apostólica; confirmado no cargo pelo novo Papa Clemente XII. Em 1738 ele publicou o novoRaccolta, rinovazione, e dichiarazione dei bandi, ordini, e provvisioni in diversi tempi emanate sopra le dogane generali di Roma , reunindo em um volume o que até então havia sido informações e documentação confusas e dispersas sobre o Tesouro; a obra foi aprovada pelo papa por meio de um quirógrafo.
Criado cardeal diácono no consistório de 30 de setembro de 1739. Concedeu dispensa para ser cardeal sem ter recebido o subdiaconato e o diaconato, em 2 de outubro de 1739. Recebeu o barrete vermelho e a diaconia de S. Maria em Aquiro, em 16 de novembro de 1739. Participou do conclave de 1740, que elegeu o Papa Bento XIV. Optou pela diaconia de S. Maria no Pórtico Campitelli, em 29 de maio de 1741.
Recebeu o subdiaconato em 13 de maio de 1742; e o diaconato, a 15 de maio de 1742. Optou pela diaconia de S. Maria ad Martyres , a 10 de abril de 1747.
Ordenado, final de dezembro de 1750 ou início de janeiro de 1751; celebrou sua primeira missa em 6 de janeiro de 1751 em sua capela. Optou pela ordem dos presbíteros e pelo título de S. Anastácia, a 1 de fevereiro de 1751.
Optou pela ordem dos bispos e pela sede suburbicária de Frascati, em 12 de janeiro de 1756. Consagrado, em 25 de janeiro de 1756, em Roma, pelo cardeal Giovanni Antonio Guadagni, OCD, vigário de Roma. Pró-prefeito da SC do Concílio Tridentino, janeiro de 1757, após a renúncia do cardeal Spinelli, também pró-prefeito, e antes que o cardeal Giovanni Giacomo Millo tomasse posse como novo prefeito. Participou do conclave de 1758, que elegeu o Papa Clemente XIII. Insatisfeito com a eleição do novo papa, retirou-se para Narni, onde morreu pouco depois.
Morreu em Narni em 4 de novembro de 1758. Exposto na catedral de Narni; e enterrado no túmulo de sua família na capela da Beata Lúcia de Narni, naquela catedral.